# Giorgia Gueglio
Giorgia Gueglio (Sestri Levante, 20 febbraio 1973) è una cantante italiana, voce della metal band Mastercastle.

## Biografia
Inizia a cantare nel 1994,spinta dalla passione per la musica e dai suoi cantanti preferiti (David Coverdale, Robert Plant, Ian Gillan) 
 Canta in varie formazioni rock e hard rock, fra cui gli Epic. Canta per diversi anni nei Progressiva, e nel 2006, con i due chitarristi Pier Gonella (Necrodeath Mastercastle Labyrinth) e Michele Maffei realizza l'EP Eyes of Thunder, presso gli "Anko studios" di Monaco. Al progetto viene dato il nome di "Renaband" ed in seguito si uniscono il bassista Oliviero Rolando e il batterista Christian Parisi. 

Nel 2007 entra nel gruppo gothic Artisluna insieme all'allora batterista dei Labyrinth Mattia Stancioiu, coinvolto anche come produttore. 
 Nello stesso anno viene chiesta la sua collaborazione dalla casa discografica “Danceland Records”, per la quale registra la voce di 12 pezzi pop-dance col nome d'arte "Lulù", poi pubblicati nel disco “My name is Lulu'”. 

Nel 2008 torna a collaborare col chitarrista Pier Gonella e col batterista Alessandro Bissa insieme al quale fonda il gruppo Mastercastle.

Con i Mastercastle incide nell'aprile 2009 l'album The Phoenix, nel giugno 2010 l'album Last Desire e nel novembre 2011 l'album Dangerous Diamonds; tutti pubblicati dalla casa discografica Lion Music. 
Questa band si rivela una collaborazione importante in quanto la sua voce riceve critiche positive da siti web specializzati statunitensi come "Danger Dog" e "Sea of tranquillity".

Nel 2011 è richiesta la sua collaborazione anche dai Necrodeath, per i quali registra la voce del brano “Queen of Desire”, pubblicato nel disco The Age of Fear dalla casa discografica Scarlet Records. 

Nell'Aprile dello stesso anno partecipa, insieme agli altri membri dei Mastercastle ed a tanti artisti internazionali tra cui Jennifer Batten, al progetto Embrace The Sun, un doppio album prodotto dalla casa discografica Lion Music con donazione di tutti i proventi alla Croce Rossa giapponese, come aiuto in seguito al terremoto dell'11 marzo 2011.

La Gueglio canta il brano Sakura e il disco viene pubblicato il 17 giugno 2011.

Nel 2014 la Gueglio torna a collaborare coi Necrodeath, registrando alcune parti vocali sul brano "Greed", nel cd The 7 Deadly Sins.

Nel 2015 partecipa al secondo album degli Odyssea Storm, ospite nel brano "Ice".

## Discografia
Con i Renà
- 2006 - Eyes of Thunder

Da solista
- 2007 - My name is Lulù

Con i Mastercastle
Con i MusicArt Project
- 2012 - MusicArt Project - The Black Side of the Moon

### Collaborazioni
- 2011 – Necrodeath – The Age of Fear (ospite nel brano Queen of Desire)
- 2011 - Embrace The Sun (ospite nel brano Sakura)
- 2012 - Athlantis - M.W.N.D. (ospite nel brano Again You)
- 2014 - Necrodeath – The 7 Deadly Sins (ospite nel brano Greed)
- 2015 - Odyssea - Storm (ospite nel brano Ice)